# Проспект Свободи (Кременчук)
Проспект Свободи — одна з найдовших вулиць Кременчука. Протяжність близько 4200 метрів.
До 18 лютого 2016 року називався вулицею 60-річчя Жовтня.

## Розташування
Проспект розташований у центральній та північній частинах міста. Починається з вулиці Халаменюка і прямує на північний схід до роздоріжжя між Полтавським проспектом та проспектом Лесі Українки.
Проходить крізь такі вулиці (з початку вулиці до кінця):
- Ігоря Сердюка
- Майора Борищака
- Лікаря О. Богаєвського
- Івана Мазепи
- Сержанта Мельничука
- Троїцька
- Хорольска
- Переяславська
- Європейська
- Героїв Маріуполя
- Київська
- Єднання України
- Провулок Бєлінського
- Вадима Бойка
- Провулок Льва Толстого
- Генерала Родимцева
- Героїв УПА / провулок Гвардійський
- Вадима Пугачова

## Опис
Основна транспортна артерія Кременчука. Маршрут близько половини маршрутних таксі пролягає по цій вулиці. На вулиці є велика кількість магазинів.

## Будівлі та об'єкти
На вулиці розташовуються палац культури заводу «Кредмаш», Братська могила радянських вояків, які загинули в роки Другої світоової війни, Свято-Троїцька церква, Троїцький ринок, пошта, міжміський телефонний переговорний пункт, дитяча стоматологічна поліклініка, меморіал «Вічно живим», бібліотека № 2.